# Det røde slips
|  | Denne artikel er oprettet af botten Steenthbot ud fra en ekstern database. Den kan derfor have sproglige fejl eller mangler. Denne skabelon kan fjernes efter kontrol af indholdet. |

Det røde slips er en dansk dokumentarfilm fra 1961 instrueret af Jens Henriksen.

## Handling
"Betydningen af en fornuftig farveplanlægning i fabrikslokaler, kontorer og hjem er større end man i almindelighed regner med."